# Hara Takashi
Pour l'article contemporain japonais, voir Takashi Hara.
Takashi Hara (原 敬, Hara Takashi, né le 15 mars 1856 et assassiné le 4 novembre 1921) est un homme d'État japonais et, du 29 septembre 1918 au 4 novembre 1921, dixième premier ministre du Japon. Il est surnommé aussi Hara Kei. Il est le premier roturier (non membre de la Kazoku, ayant refusé l’anoblissement) et le premier chrétien (baptisé catholique romain sous le nom de « David ») à accéder au poste de premier ministre de l'empire du Japon. 

## Biographie
Jeune homme issu d'une famille de samouraï qui a résisté à la restauration de Meiji, ayant échoué à son examen pour l'école impériale de la Marine, Takashi Hara s'oppose au modèle de réussite traditionnel. Il fait ses études dans une école privée où il apprend le français, se convertit à la religion catholique (sous le nom de baptême de David) abandonne son orientation vers l'administration pour le syndicalisme étudiant puis le journalisme, choisit de ne pas s'inscrire comme noble pour devenir « commun » (roturier) et s'oppose à la direction de son journal qui voulait en faire l'organe du Rikken Kaishintō.  
En 1882, il est repéré par Inoue Kaoru qui l'intègre au personnel du ministère des affaires étrangères. En 1884, à la suite d'un voyage avec le ministre en Corée, il est affecté comme consul à Tianjin, puis prend un poste à l'ambassade de Paris. Il est, sous Mutsu Munemitsu, vice ministre puis ambassadeur en Corée. Il redevient journaliste puis patron de presse à Osaka jusqu'en 1900.
Il reprend alors une activité politique au service d'Itō Hirobumi, qui s'inspirait du modèle britannique trouvant le système américain trop libéral et la restauration espagnole trop conservatrice. Il est secrétaire général de son parti, le Rikken Seiyūkai et est élu député de sa circonscription de naissance, (Iwate).
Son train de vie est simple au regard des standards aristocratiques de l'élite. Plusieurs fois ministre à partir de 1906, réformant l'administration pour donner plus de pouvoir aux élus, à la méritocratie du diplôme plutôt qu'au traditionnel népotisme local, il fait toutefois partie de gouvernements qui s'opposent aux réformes sociales. Devenu chef du parti après une lutte contre Saionji Kinmochi, il conduit deux campagnes électorales : après avoir perdu la majorité en 1915, il l'emporte en 1917. 
La chute du gouvernement en raison des émeutes du riz en 1918 le propulse comme premier ministre. Il est le premier roturier à être à la tête du gouvernement et également le premier civil à diriger un ministère de l'armée, mais il déçoit la gauche en refusant de prioriser le suffrage universel et s'oppose à la droite militariste en conduisant une diplomatie moins agressive militairement (en particulier lors de l'opération en Sibérie contre le gouvernement bolchevick) en ôtant la gestion de la Corée aux militaires et en y allégeant le poids colonial, et en passant de la répression à la négociation dans les révoltes populaires. C'est pour ces raisons qu'il est poignardé à la gare de Tokyo par un aiguilleur. Son journal a été publié.